# Frozza Orseolo
Frozza Orseolo (Veneza, 1015 — Melk, 17 de fevereiro de 1071)foi uma nobre italiana. Ela foi marquesa da Áustria pelo seu casamento com Adalberto I da Áustria.

## Família
Frozza foi a única filha e segunda criança nascida de Otão Orseolo, Doge de Veneza e da princesa Grimelda da Hungria.
Os seus avós paternos foram o doge Pietro II Orseolo e Maria Candiano. Os seus avós maternos foram o grão-príncipe Géza da Hungria e Adelaide da Polônia, sua segunda esposa.
Ela apenas teve um irmão mais velho, Pedro, que foi rei da Hungria.

## Biografia
Em algum momento antes de 1041, Frozza se casou com o marquês Adalberto, filho de Leopoldo I, Marquês da Áustria e de Ricarda de Sualafeldgau. Ela foi sua segunda esposa.
Mais tarde, a marquesa tomou o nome de Adelaide.
É possível que Ernesto, Marquês da Áustria, fosse o seu filho; contudo, ele também é atribuído como sendo filho da primeira esposa de Adalberto, Grismolda.
Adalberto morreu em 26 de maio de 1055. Já Frozza faleceu vários anos depois, em Melk, na Áustria, na data de 17 de fevereiro de 1071, com cerca de 56 anos, e foi sepultada na Abadia de Melk.